# André Chénier

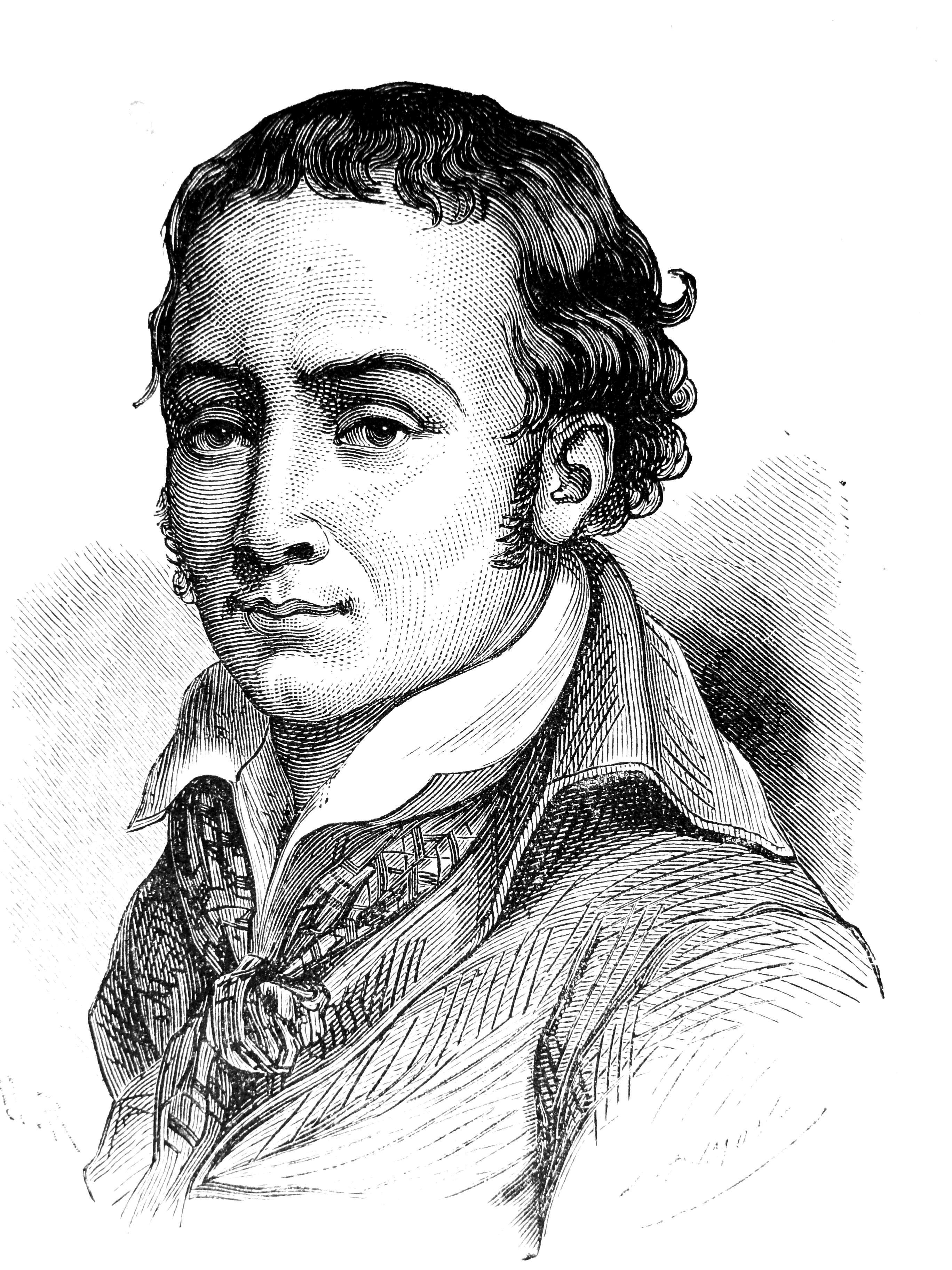
André Chénier

André Marie Chénier (Galata, Turkije, 29 oktober 1762 – Parijs, 25 juli 1794) was een Frans schrijver en dichter. Hij was een slachtoffer van de guillotine tijdens de ‘Terreur'

## Leven en werk
Chénier werd in Turkije geboren als zoon van een Frans lakenhandelaar. Toen hij zeven was keerde de familie terug naar Frankrijk. Hij kreeg een militaire opleiding, maar verliet de dienst al snel vanwege een zwakke gezondheid. Hij vestigde zich in 1773 te Parijs, waar hij ondanks zijn onbemiddelde toestand een mondain leven leidde en zijn eerste gedichten schreef.
Na een reis door Zwitserland en Italië werd hij in 1778 secretaris van de Franse ambassadeur in Engeland. Terug in Frankrijk, in 1790, liet hij zich meeslepen door de idealen van de Franse Revolutie. Hij protesteerde echter al snel tegen de excessen en viel in een artikel de jakobijnen aan, hetgeen uiteindelijk leidde tot zijn arrestatie, veroordeling door een revolutionaire rechtbank en executie door de guillotine. Drie dagen later viel het bewind van Robespierre en kwam er een einde aan de ‘Grote Terreur’.

## Werk
Afgezien van enkele artikelen, pamfletten, korte prozateksten en twee langere gedichten, heeft Chénier tijdens zijn leven niets gepubliceerd. Na zijn dood, in 1895, verscheen met veel succes zijn Ode à une jeune captive, dat hij schreef in afwachting van zijn executie, en waarin hij de rol van een medegevangene aanneemt die eveneens in afwachting is van een executie. Later waren het vooral de romantici (Hugo, Balzac, Sainte-Beuve) die ook zijn poëzie beroemd maakten. Zijn gedichten zijn typisch 18e-eeuws, neoclassicistisch en bezingen de wetenschappelijke vooruitgang. Chénier wordt echter ook gezien als de eerste Fransman die de gevoeligheid van de antieke kunst heeft weten te hervinden, via een beeldende (en dus niet-verhalende) poëzie. Ook zijn tekstbehandeling was nieuw, in die zin dat hij alexandrijnen soepeler maakte en het rijm natuurlijker en eenvoudiger.

## Trivia
- Chéniers leven wordt bezongen in de opera Andrea Chénier van Umberto Giordano (1896).